# Vendetta (film 1999)
Vendetta è un film per la televisione statunitense del 1999 diretto da Nicholas Meyer.
Basato su fatti storici realmente accaduti, la pellicola trae ispirazione dalle vicende storiche del Linciaggio di New Orleans, inerenti  l'assassinio di David Hennessy e il conseguente linciaggio di undici italoamericani a New Orleans il 14 marzo 1891.

## Trama
Nel contesto di una nuova ondata immigratoria di italiani provenienti dalla Sicilia, a New Orleans scatta uno scontro tra la criminalità organizzata per il controllo del locale porto. In seguito all'uccisione del capo della polizia di New Orleans, molti resistenti di origine siciliani vengono arrestati e interrogati. Di questi, 19 vengono imputati e 9 processati, ma nessuno viene condannato. La folla, arrabbiata per il verdetto del tribunale, assalta la prigione dove sono detenuti gli accusati, provocando il più grande linciaggio nella storia degli Stati Uniti.